# Герб Амазонаса
Герб штату Амазонас — геральдична емблема та один з офіційних символів бразильського штату Амазонас.

## Історія
Він був заснований Указом n. 204 від 21 листопада 1897 р., хоча його використання датується 1892 р., де воно з'являється в збірнику законів штату того року. Його головною особливістю є злиття річок Негро і Солімойнс, утворюючи річку Амазонку.

## Геральдичний опис
- ЩИТ: Символізує річки, Солімойнс і Негро, у місці злиття, що утворює річку Амазонку.
- БЛАКИТНЕ ПОЛЕ: зображення бразильського неба.
- ЗЕЛЕНЕ ПОЛЕ: вказує на ліси.
- У ЗЛИТТІ РІЧОК: фригійська шапка, символ вірності Амазонки Республіці.
- З'ЄДНАНІ ПІР'Я ТА СТРІЛИ: Символізують зародження національності та сучасної цивілізації.
- ЗІРКА: Уособлює мир і прогрес.
- СОНЦЕ: Уособлює світло, життя та справедливість.
- АМАЗОНСЬКИЙ ОРЕЛ: з розкритими крилами, гачкуватими кігтями та напіврозкритим дзьобом символізує велич і силу народу штату.[4]
- ЗАЛІЗНИЙ ЛАНЦЮГ НАВКОЛО ЩИТА: Символізує стабільність політичної автономії в Амазонасі.
- НАВІГАЦІЙНІ ЕМБЛЕМИ, З'ЄДНАНІ ЗЕЛЕНИМ МОТУЖКОМ З ДВОМА СКЛАДЕНИМИ КІНЦЯМИ, ВИСУВАЄТЬСЯ ВІД ЛАНЦЮГА В НИЖНІЙ ЧАСТИНІ НА ПРАВОМУ КІНЦІ — напис читає 22 червня 1832 року, дату, коли було проголошено колишню Комарку Амазонас (від герб) як незалежна провінція.
- ДАТИ- 21 листопада 1889 року, день, коли держава приєдналася до масштабної революції 15 листопада того ж року.
- Праворуч від щита: виділяються промислові емблеми.
- На лівій стороні щита: що піднімаються з якоря, емблеми торгівлі та сільського господарства.